# بری رابرتسون
بری رابرتسون (به انگلیسی: Bree Robertson) ژیمناست زادهٔ ۶ ژوئیهٔ ۱۹۸۲ میلادی اهل کشور استرالیا است.